# 에일린 프링글

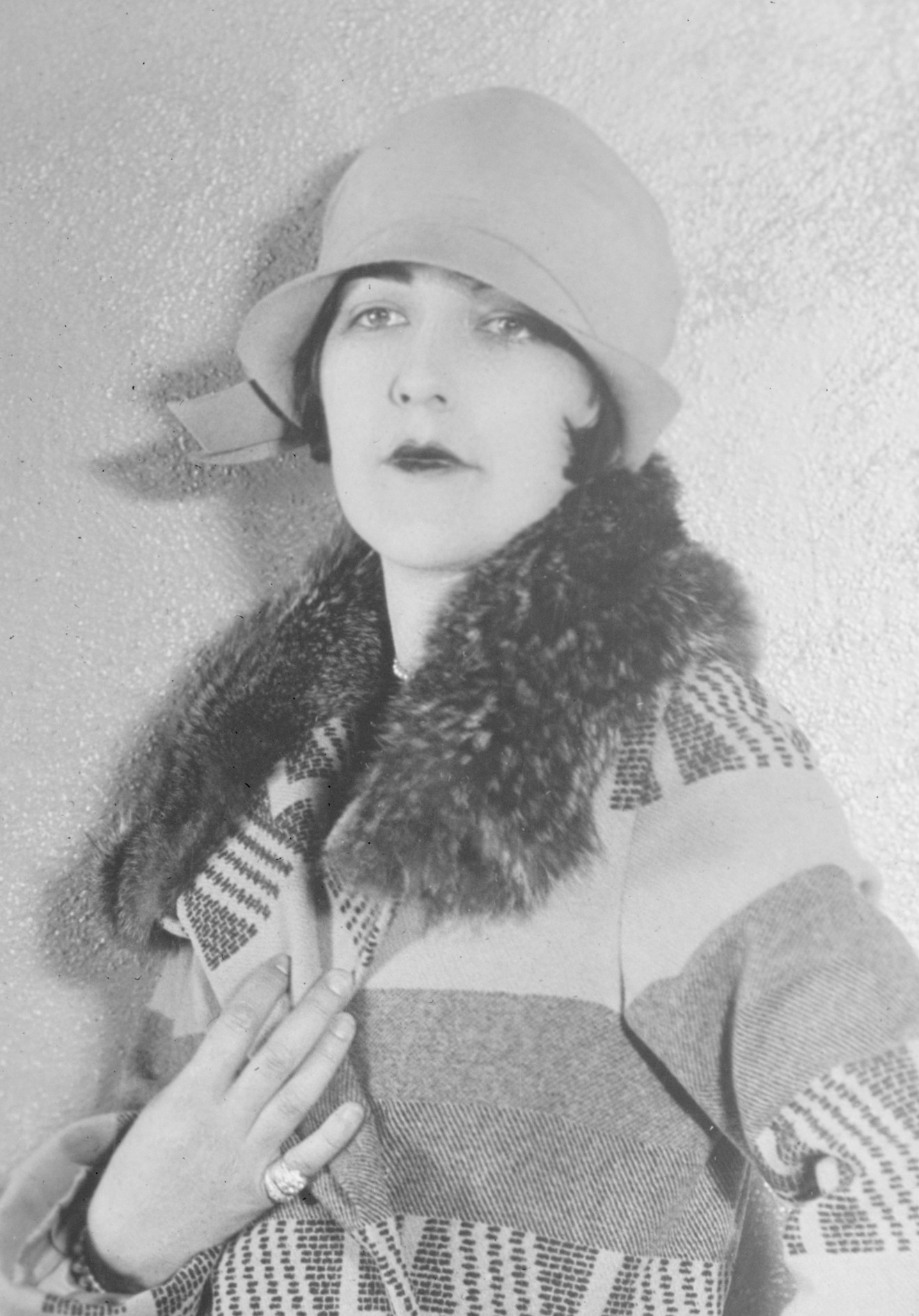

에일린 프링글(Aileen Pringle, 1895년 7월 23일~1989년 12월 16일)는 미국의 배우, 영화배우이다.
샌프란시스코에서 태어났으며 뉴욕에서 사망하였다.

## 영화
- 로라(1944년)
- 여자들(1939년)
- 나이트 오브 나이츠(1939년)
- 와이프 대 비서(1936년)
- 제인 에어(1934년)
- 푸틴 온 더 리츠(1930년)
- 쇼 피플(1928년)
- 돈 메리 포 머니(1923년)
- 소울 포 세일(1923년)